# Duesenberg (instruments de musique)
 (mai 2023).
Si vous disposez d'ouvrages ou d'articles de référence ou si vous connaissez des sites web de qualité traitant du thème abordé ici, merci de compléter l'article en donnant les références utiles à sa vérifiabilité et en les liant à la section « Notes et références ».
Pour les articles homonymes, voir Duesenberg.

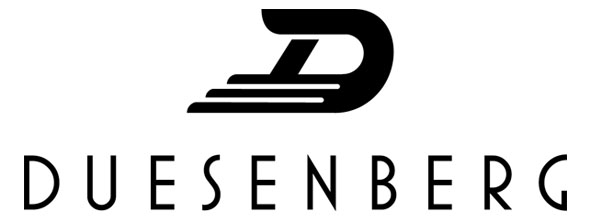
Logo de l'entreprise

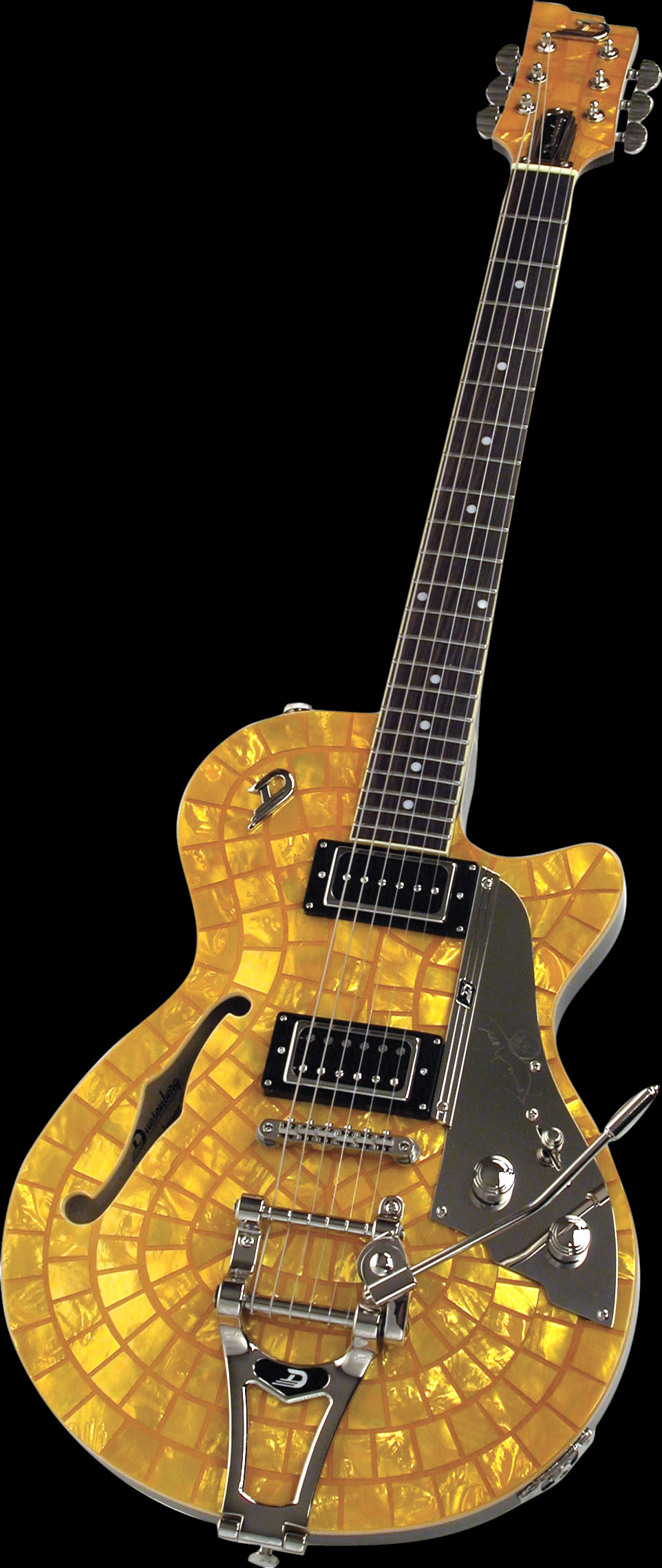
Duesenberg Ron Wood (Signature Edition)

Duesenberg est un fabricant de guitares électriques allemand basé à Hanovre depuis 1986. 
Les instruments sont de conception allemande, mais utilisent des éléments américains, allemands, japonais, et coréens. La lutherie (usinage des bois et peinture) est réalisée en Corée et en Croatie, tandis que l'assemblage final (notamment de l’accastillage) et le réglage sont réalisés à Hanovre. L'un de ces modèles a été élu "guitare de l'année" en Grande-Bretagne en 1992. Ron Wood, ancien membre du groupe Faces et membre des Rolling Stones, joue sur une Duesenberg qui porte son nom. Sascha Paeth du groupe Rhapsody entre autres utilise aussi des guitares Duesenberg.

## Différents Modèles
Duesenberg a créé de nombreux modèles de guitares dont certains sont très appréciés par les guitaristes qui les utilisent:
- Les modèles Starplayer; dont le corps s'inspire d'une Les Paul, qui peuvent être de type solidbody ou semi-hollow. Elles peuvent présenter des aspects qui diffèrent de ce que l'on peut trouver habituellement tels que la texture peau de crocodile de la Starplayer Outlaw ou encore le modèle Ron Wood avec ses carreaux. 
 Les Starplayer existent équipées avec un chevalet fixe, ou un vibrato type "Bigsby", Duesenberg (voir la signature Ron Wood). Avec un micro de style "Humbucker" en position chevalet et un "P90" en position manche[1], ces guitares sont d'une grande polyvalence.
- Les modèles Dragster, présentant un corps en double-cutaway, classifiées comme appartenant à la catégorie des SG même si la forme du corps de cette dernière ne se rapproche pas forcément de ce qu'on à l'habitude de voir.
- Viennent aussi les modèles C.C. de vraies demi-caisses équipées d'un vibrato Duesenberg.
- On peut aussi apercevoir les Rocket, qui sont les "Flying V" de la marque.
- Le modèle surprenant Pomona 6 mêlant un côté vintage mais très moderne en même temps, équipé du chevalet Multibender qui se configure selon le(s) goût(s) de leur utilisateur.
- De nombreuses guitares signature ont été fabriquées telles que les Mike Campbell...